# Llobregat
A Llobregat  a 2. leghosszabb folyó Katalóniában. 

## Útja
A Llobregat 1259 méter magasan ered a Serra del Cadí hegyen. Teljes hossza 170 kilométer.
Martorellnél a római kori Via Augusta keresztezi a folyót a látványos Ördöghídnál, mely ma késő középkori formájában látható. 
A folyó a Földközi-tengerbe ömlik a Llobregat deltával, Barcelona Gran Via főutcájának jobb oldalán lehet átkelni rajta El Prat de Llobregat településbe, melytől délre a tengerparton van Barcelona legismertebb nemzetközi repülőtere a Josep Tarradellas Barcelona-El Prat repülőtér.

## Mellékfolyók
A Llobregat fő mellékfolyói:
- Jobb oldalon:
  - Bastareny
  - Cardener
  - Anoia
- Bal oldalon:
  - Riera de Merlès
  - Riera Gavarresa
  - Riera de Rubí
  - Riera de Vallvidrera (la Rierada)

## Külső hivatkozások
- River Llobregat Water Reclamation Project